# Zoran Janković (političar)
Zoran Janković (Saraorci kod Smedereva u Srbiji, 1. siječnja 1953.), slovenski poslovni čovjek i gradonačelnik Ljubljane. 
Rođen je blizu Smedereva od oca Srbina i majke Slovenke, ali obitelj se seli u Ljubljanu gdje Zoran završava gimnaziju i ekonomski fakultet. Postao je poznat kada je 1997. postao predsjednik uprave slovenskog poslovnog sistema Mercator. On je zaslužan za prerastanje Mercatora u najveće poduzeće u Sloveniji, s 15.000 zaposlenih i razvijenim poslovima u Hrvatskoj, Bosni i Hercegovini te Srbiji. Zbog postignutih rezultata dobiva prestižno nacionalno priznanje "menadžer godine 2002". Njegova iznenadna smjena s rukovodećeg položaja se dovodi u vezu s promjenama u političkim sferama i netrpeljivosti nove političke elite. 
Nakon odlaska s funkcije ostao je zapamćen kao uspješan i sposoban čovjek, što mu je donijelo popularnost zahvaljujući kojoj je 22. listopada 2006. već u prvom krugu pobijedio na izborima za gradonačelnika Ljubljane kao neovisni kandidat. Ponovno je izabran za ljubljanskog gradonačelnika 2012. godine. Prvi je gradonačelnik Ljubljane koji je odslužio dva mandata još od kraja Drugog svjetskog rata. 
Pored poslovne karijere, veoma je aktivan i na sportskom planu. Od 1984. do 1990. bio je potpredsjednik košarkaškog kluba Olimpija. Od 1992. do 1997. vodi osobni rukometni klub Krim Electa. Od 1996. do 2004. je predsjednik Rukometnog saveza Slovenije. Za njegovog mandata Slovenija je osvojila srebro na Europskom prvenstvu u rukometu 2004.
Janković tvrdi da mu je Zagreb pojam uređenog grada, a vlastiti uzor zagrebački gradonačelnik Milan Bandić.[nedostaje izvor]

## Vanjske poveznice
- Službena stranica (engl.) (slov.)